# Daiphanta fractaria
Daiphanta fractaria är en fjärilsart som beskrevs av Achille Guenée 1857. Daiphanta fractaria ingår i släktet Daiphanta och familjen mätare. Inga underarter finns listade i Catalogue of Life.